# Piatra comemorativă a victimelor ocupației sovietice și ale regimului totalitar comunist (Chișinău)

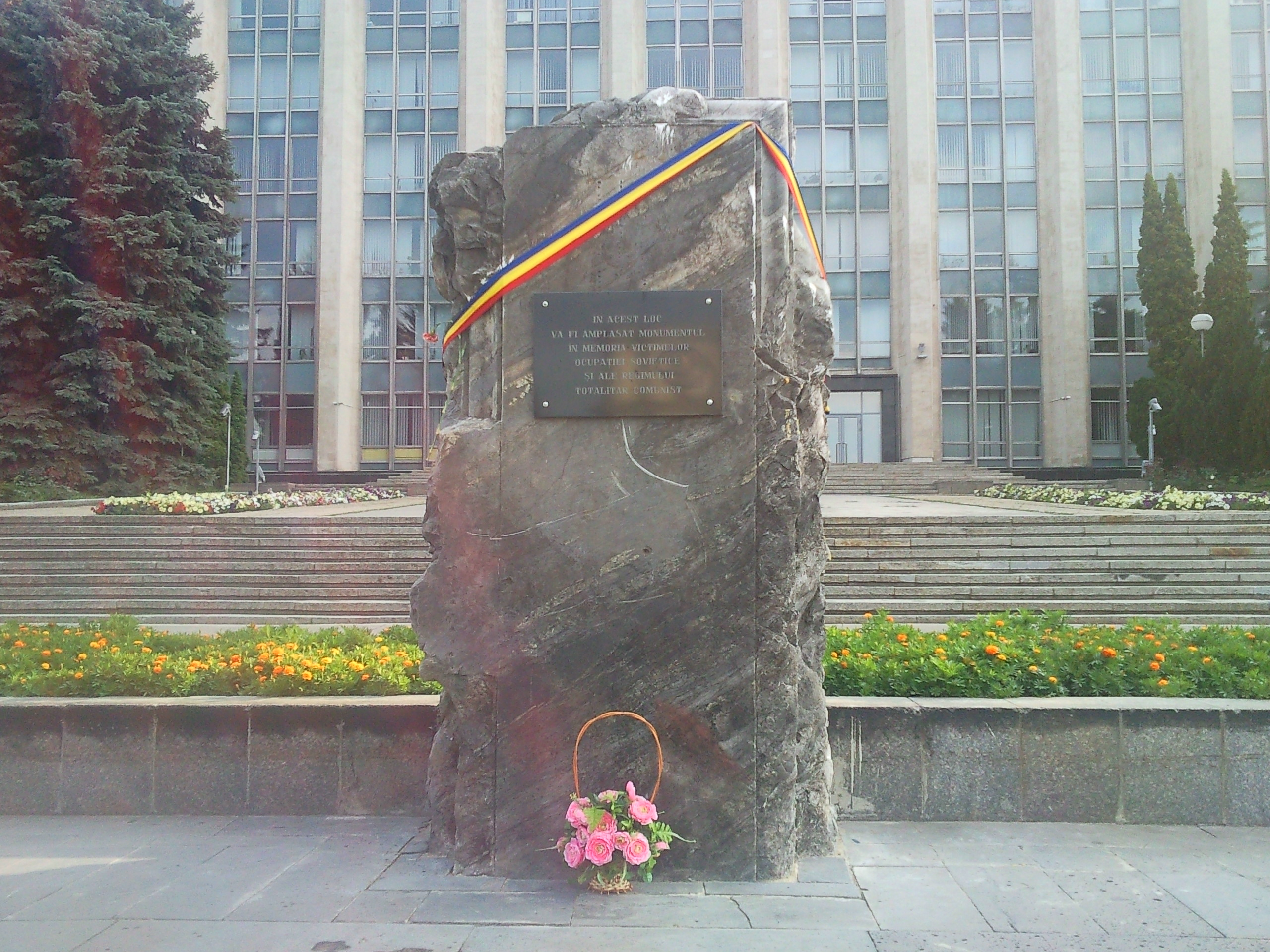
Piatra comemorativă din fața clădirii Guvernului Republicii Moldova

Piatra comemorativă a victimelor ocupației sovietice și ale regimului totalitar comunist din Chișinău este un bloc de granit de circa doi metri cu caracter de simbol, amplasat în fața Casei Guvernului din Chișinău, în Piața Marii Adunări Naționale.

## Caracteristici
Piatra a fost instalată chiar pe locul unde până în 1991 a fost amplasat monumentul lui Lenin și are ca inscripție următorul anunț: „În acest loc va fi amplasat monumentul în memoria victimelor ocupației sovietice și ale regimului totalitar comunist”
În timp, a devenit unul dintre simbolurile condamnării efectelor comunismului în Republica Moldova. De asemeni este un loc unde, anual pe 28 iunie au loc manifestări care comemorează începutul ocupației sovietice a Basarabiei.

## Istoric

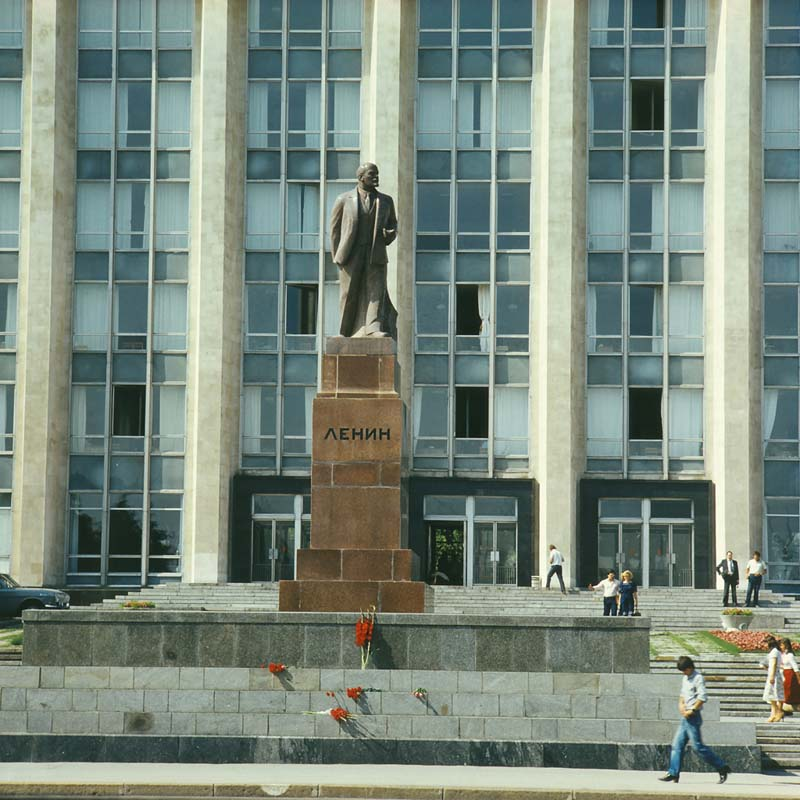
Monumentul lui Lenin, astfel cum era în anul 1980 pe locul de azi al pietrei comemorative

Piatra comemorativă a fost dezvelită la 28 iunie 2010, ca urmare a a unui decret semnat de fostul președintele interimar, Mihai Ghimpu. Potrivit aceluiași decret, președintele ad interim a dispus înălțarea ulterioară în locul pietrei comemorative a unui monument, iar ziua de 28 iunie 1940 a fost desemnată Zi a ocupației sovietice. Ulterior însă, în urma unei contestații a Partidului Comuniștilor din Republica Moldova, Curtea Constituțională a Republicii Moldova a decis că acest decret este neconstituțional.
Piatra comemorativă a fost vandalizată în plină de zi, în decembrie 2011, de către persoane necunoscute; placa de pe monument a fost vopsită cu negru, iar piatra a fost profanată.
O încercare pe cale legală a liderului socialiștilor Igor Dodon prin intermediul unei fundații  de a evacua simbolul respectiv din Piața Marii Adunări Naționale, a fost respinsă în luna februarie 2012 de Curtea de Apel Chișinău. Acesta declararase de mai multe ori că piatra trebuie să fie demolată. O altă încercare ulterioară, s-a bazat în anul 2013 pe ideea Ligii Tineretului Rus de a amplasa în locul respectiv un monument de bronz al unui soldat, care să amintească de  luptătorii care au căzut pentru apărarea teritoriului sovietic în cel de-al doilea Război Mondial.

## Critici
„Piatra lui Ghimpu”, după cum a fost poreclit ansamblul, a iscat controverse și disensiuni în societate. Aplasarea simbolului respectiv în contextul luptelor politice, s-a dovedit definitiv legată de numele lui Mihai Ghimpu, inițiatorul proiectului de amplasare. Inițiativa acestuia a fost însă criticată atât pe plan extern de autoritățile ruse, cât și pe plan intern de comuniști, dar și de fostul bașkan al Găgăuziei, Mihail Formuzal. Ministerul Rus de Externe a numit această decizia "o campanie politică planificată împotriva parteneriatului ruso-moldovenesc" și a acuzat autoritățile moldovene de aventurism și lipsa de simț al realității.

## Veziși
- Ziua ocupației sovietice (Republica Moldova)
- Monumentul deportaților (Chișinău)
- Ocupația sovietică a Basarabiei și Bucovinei de nord

## Legăturiexterne
- DECRET Nr. 376 din  24.06.2010 privind declararea zilei de 28 iunie 1940 Zi a ocupației sovietice Arhivat în 14 noiembrie 2013, la Wayback Machine., Publicat : 26.06.2010 în Monitorul Oficial Nr. 107 art Nr : 330
- Monument în memoria victimelor ocupației sovietice, localizare la wikimapia.org
- Emisiunea Băncii Naționale a Rusiei de 5 ruble (2014) - 70 de ani de la operațiunea Iași-Chișinău din seria A 70-a aniversare a victoriei în „Marele Război pentru Apărarea Patriei” din 1941-1945; romaniancoins.org

Subcapitol: „Monumente și pietre memoriale din Chișinău omagiind memoria victimelor ocupației sovietice”